# Pia Adams
Pia Adams (* 7. Januar 1996 in Leverkusen, Deutschland) ist eine ehemalige deutsche Handballspielerin, die zuletzt für den deutschen Erstligisten HSV Solingen-Gräfrath auflief.

## Karriere

### Im Verein
Pia Adams begann das Handballspielen bei der TG Hilgen. Nachdem die Rückraumspielerin für die HSG Bergische Panther gespielt hatte, schloss sie sich Bayer Leverkusen an. Mit der Leverkusener A-Jugend gewann sie in den Jahren 2013, 2014 und 2015 die deutsche Meisterschaft. Weiterhin lief Adams in Leverkusen für die 2. Damenmannschaft in der 3. Liga sowie für die 1. Damenmannschaft in der Bundesliga auf. Am 3. November 2012 erzielte sie gegen die DJK/MJC Trier ihren ersten Bundesligatreffer. Bis zum Saisonende 2016/17 warf sie insgesamt 115 Tore in der Bundesliga.
Adams schloss sich im Sommer 2017 dem Zweitligisten TV Beyeröhde, dem Kooperationspartner von Bayer Leverkusen, an. In zwei Zweitligaspielzeiten erzielte sie insgesamt 224 Treffer für Beyeröhde. Im Sommer 2019 kehrte sie zu Bayer Leverkusen zurück. Nachdem Adams zum Saisonbeginn 2019/20 jeweils zehn Treffer in der Bundesliga sowie im EHF-Pokal erzielt hatte, musste sie ab November 2019 aufgrund einer Entzündung im Fuß pausieren. Aufgrund anhaltender Probleme mit ihrem Fuß wurde ihr Vertrag im Sommer 2020 aufgelöst. Im Oktober 2020 unterschrieb sie einen Vertrag beim Zweitligisten BSV Sachsen Zwickau. Adams stieg 2021 mit Zwickau in die Bundesliga auf und wurde zur Spielerin der Zweitligasaison 2020/21 gekürt.
Adams wechselte im Sommer 2022 zum Zweitligisten HSV Solingen-Gräfrath. Ein Jahr später stieg sie mit Solingen-Gräfrath in die Bundesliga auf. Nach der Saison 2023/24 beendete sie ihre Karriere.

### In Auswahlmannschaften
Adams lief für die deutsche Jugend- sowie für die Juniorinnennationalmannschaft auf. Mit diesen Auswahlmannschaften nahm sie am Europäischen Olympischen Sommer-Jugendfestival 2013, an der U-17-Europameisterschaft 2013 und an der U-20-Weltmeisterschaft 2016 teil.